# Jour de la Constitution (Niue)
Pour les articles homonymes, voir Jour de la Constitution.
 (avril 2021).
Si vous disposez d'ouvrages ou d'articles de référence ou si vous connaissez des sites web de qualité traitant du thème abordé ici, merci de compléter l'article en donnant les références utiles à sa vérifiabilité et en les liant à la section « Notes et références ».
Le Jour de la Constitution, ou Constitution Day en anglais, commémore l'adoption de la constitution de Niue  par les sujets Néo-Zélandais de l'île de Niué le 19 octobre 1974. Cette constitution permet à Niue de jouir d'un statut d’État associé à la Nouvelle-Zélande, au sein du Commonwealth.

La constitution consacre l'actuel drapeau de Niue comme symbole d’État.

La constitution consacre également le sceau de Niue comme symbole d'État

Il s'agit d'un jour férié.